# 佐田繁理
佐田繁理（日语：／ Shigeri Sada，1954年12月13日—），是一位日本退役足球運動員，司職左翼，曾於1975年到香港短暫効力東方。

## 生平
佐田繁理出生於日本長崎，長崎南山高中畢業後，1973年到國立台灣大學升學，並且加入足球隊，1974年因為被誤以為是用日本名的華僑兒子，曾經入選過中華台北足球代表隊。期間參加萬壽盃足球賽，獲得到台灣為總統蔣介石祝壽的東方高層盧鐵珊賞識，邀請他趁寒假期間來香港効力。
在獲得全國足球委員會的證明書後，1975年2月到香港加盟東方，並在花墟球場舉行的香港甲組足球聯賽對東昇的比賽正選上陣，比奧寺康彥1977年加盟德甲球隊科隆早兩年，成為歷來第一位外流的日本足球員。
他之後去了新西蘭學習英語，1977年返回日本，透過哥哥佐田雅志的關係，拍攝過幾部電影。

## 家庭
哥哥是日本歌手、作曲家、小說作家佐田雅志。妹妹是日本女歌手佐田玲子。